# Milivoj Petković
Milivoj Petković (* 11. října 1949) je bosenskochorvatský armádní důstojník, který byl mezi šesti obžalovanými odsouzenými Mezinárodním trestním tribunálem pro bývalou Jugoslávii (ICTY) ve vztahu k Chorvatské republice Herceg-Bosna během bosenské války. Byl odsouzen k 20 letům vězení, ale odseděl si pouze čtyři. Odvolací senát ICTY  dne 29. listopadu 2017 potvrdil téměř všechna Petkovićova odsouzení a jeho spoluobžalovaných, stejně jako jejich původní délku trestu.
Milivoj Petković se narodil v Šibeniku v Dalmácii v FLR Jugoslávii. Byl kariérním vojenským důstojníkem, vystudoval vojenskou akademii Jugoslávské lidové armády („JNA“). V červenci 1991 JNA opustil a připojil se k nové chorvatské armádě. V roce 1992 dostal rozkaz chorvatského armádního generála Janka Bobetka, aby převzal předsunuté velitelské centrum chorvatské armády ve městě Grude v Bosně a Hercegovině, z něhož se později staly ozbrojené síly HVO. Asi do 5. srpna 1994 byl náčelníkem štábu HVO.
Generál chorvatské armády byl částečně invalidní kvůli otřesu mozku a zranění páteře, které utrpěl v červnu 1992 při jízdě poblíž řeky Neretvy, jak dokumentovaly úřady tehdejší Chorvatské republiky Herceg-Bosna.
Petković se dobrovolně vzdal Mezinárodnímu trestnímu tribunálu pro bývalou Jugoslávii (ICTY) dne 5. dubna 2004. 22. dubna 2008 mu bylo uděleno prozatímní propuštění. Nicméně jeho původní 20letý trest byl později 29. listopadu 2017 potvrzen.

## Obžaloba
V obžalobě se uvádí, že jako hlavní velitel HVO Petković přímo velel ozbrojeným silám HVO  Herceg-Bosny je odpovědný za jejich činy. Tvrdí se, že mimo jiné ozbrojené síly HVO:
- etnicky vyčistily okresy Gornji Vakuf a Mostar
- využívaly tábor Heliodrom jako záchytné centrum, kde byli zadržováni bosenští muslimové z Mostaru. Podmínky v koncentračním táboře Heliodrom byly považovány za nelidské.

Obvinění byla:
- devět případů závažných porušení ženevských konvencí (úmyslné zabití; nelidské zacházení (sexuální napadení); nezákonná deportace civilisty; nezákonné přemístění civilisty; nezákonné zadržování civilisty; nelidské zacházení (podmínky uvěznění); nelidské zacházení; rozsáhlé zničení majetku, neodůvodněné vojenskou nutností a provedené nezákonně a svévolně; přivlastnění majetku, neodůvodněné vojenskou nutností a provedené nezákonně a svévolně).
- devět případů porušení zákonů nebo válečných zvyků (kruté zacházení (podmínky uvěznění); kruté zacházení; nezákonná práce; svévolné ničení měst, městeček nebo vesnic nebo ničení neodůvodněné vojenskou nutností; ničení nebo úmyslné poškození institucí oddaných náboženství nebo vzdělání; drancování veřejného nebo soukromého majetku; nezákonné útoky na civilisty; nezákonné vyvolávání teroru na civilistech; kruté zacházení) a
- osm trestných činů proti lidskosti (pronásledování z politických, rasových a náboženských důvodů; vražda; znásilnění; deportace; nelidské činy (násilné přemístění); uvěznění; nelidské činy (podmínky uvěznění); nelidské činy).